# 다니오쿠 유사쿠
다니오쿠 유사쿠(일본어: 谷奥 優作 1978년 10월 18일 ~ )는 일본의 전 축구 선수이다.

## 구단 경력
과거 방포레 고후, 도쿠시마 보르티스에서 활동하였다.